# Aquelate
Aquelate [carece de fontes?] (em arménio: Խլաթ; romaniz.: Khlat; em turco otomano: اخلاط), também conhecida como Queliate [carece de fontes?] (Khliat) durante o Império Bizantino, é uma cidade histórica e distrito na província de Bitlisse e na região do Anatólia Oriental da Turquia. O distrito tem 989 km² de área e em 2012 a sua população era de 37 358 habitantes (densidade: 37,8 hab./km²), dos quais 21 122 moravam na cidade.
Entre 1929 e 1926 o distrito pertenceu à província de Vã. A cidade situa-se na margem ocidental do lago de Vã.

## História
A localidade remonta pelo menos a 900 a.C., quando pertenceu ao Reino de Urartu. Quelate ou Aquelate, o nome arménio da cidade na Antiguidade e na Idade Média, fez parte do distrito de Besnúnia. Durante o início do século VIII d.C., instalaram-se tribos árabes na região, que se situava na fronteira com o Império Bizantino e passou a fazer parte do Emirado Cáicida. Ibne Haucal menciona-o como um ponto de passagem importante na rota comercial entre Úrmia e Maiafariquim (Mayyafariqin). No inverno de 998, o curopalata David III de Tao cercou Aquelate mas não logrou conquistá-la, em parte devido ao seu tratamento desdenhoso para com a população arménia.
A cidade aparece nos relatos de Nácer Cosroes (século XI): «E dali (Vã) chegamos a Aquelate no 18º dia do Jumada al-awwal (5º mês do calendário islâmico) e esta cidade marca as fronteiras entre arménios e muçulmanos [...} um emir governava aqui, a quem chamavam Nassr-ol-dolat e tinha muitos filhos and tinha-os nomeado governadores distritais no seu reino. Nesta cidade são faladas três línguas: taazi (árabe), persa e arménio e penso que é por isso que eles chamam à cidade Aquelate (palavra árabe cuja raiz é "kha-la-ta", que significa mistura ou misturar). Usavam moedas que  valiam 300 dirrãs cada uma.».[carece de fontes?]
Alguns anos depois da Batalha de Manzicerta (1071), que marcou o início à invasão seljúcida da Anatólia bizantina, Aquelate tornou-se o centro de um beilhique (principado turco) governado pela dinastia dos xás da Armênia. O beilhique desapareceu em 1207, quando foi conquistado pelos Aiúbidas.[carece de fontes?]

## Na atualidade
Aquelate e os arredores são conhecidos pela existência de numerosas pedras tumulares dos xás da Armênia. No chamado cemitério seljúcida encontram-se 8 000 pedras tumulares com quatro metros de altura datadas dos séculos XII e XIII. Há mais cinco cemitérios medievais importantes em Aquelate, além de vários túmulos e mausoléus mais dispersos na região, sendo o seu conjunto considerado o mais importante do primeiro período turco na Anatólia, tanto pela sua importância histórica como pelo seu valor artístico, além de serem uma fonte valiosa para o estudo da arte daquele período e das respetivas técnicas arquitetónicas. Desde 2000 que o sítio "As Pedras Tumulares de Aquelate a Urartiana e a cidadela otomana" está inscrito na lista do Património Mundial da UNESCO.
Nos anos mais recentes a área tem vindo a tornar-se conhecida também pela qualidade das suas batatas, cuja produção tem um peso assinalável no mercado de produtos agrícolas turcos.

## Clima
| Dados climatológicos para Aquelate | Dados climatológicos para Aquelate | Dados climatológicos para Aquelate | Dados climatológicos para Aquelate | Dados climatológicos para Aquelate | Dados climatológicos para Aquelate | Dados climatológicos para Aquelate | Dados climatológicos para Aquelate | Dados climatológicos para Aquelate | Dados climatológicos para Aquelate | Dados climatológicos para Aquelate | Dados climatológicos para Aquelate | Dados climatológicos para Aquelate | Dados climatológicos para Aquelate |
| Mês                                | Jan                                | Fev                                | Mar                                | Abr                                | Mai                                | Jun                                | Jul                                | Ago                                | Set                                | Out                                | Nov                                | Dez                                | Ano                                |
| ---------------------------------- | ---------------------------------- | ---------------------------------- | ---------------------------------- | ---------------------------------- | ---------------------------------- | ---------------------------------- | ---------------------------------- | ---------------------------------- | ---------------------------------- | ---------------------------------- | ---------------------------------- | ---------------------------------- | ---------------------------------- |
| Temperatura máxima média (°C)      | 1                                  | 2                                  | 5                                  | 11                                 | 16                                 | 22                                 | 27                                 | 27                                 | 23                                 | 16                                 | 9                                  | 3                                  | 13                                 |
| Temperatura média (°C)             | −1                                 | −1                                 | 1                                  | 7                                  | 11                                 | 16                                 | 21                                 | 21                                 | 17                                 | 11                                 | 5                                  |                                    | 9                                  |
| Temperatura mínima média (°C)      | −4                                 | −4                                 | −1                                 | 2                                  | 6                                  | 10                                 | 15                                 | 14                                 | 11                                 | 6                                  | 1                                  | −2                                 | 4                                  |
| Precipitação (mm)                  | 50                                 | 65                                 | 68                                 | 85                                 | 75                                 | 32                                 | 6                                  | 7                                  | 14                                 | 65                                 | 65                                 | 51                                 | 582                                |
| Fonte: Weatherbase                 |                                    |                                    |                                    |                                    |                                    |                                    |                                    |                                    |                                    |                                    |                                    |                                    |                                    |